# Raúl Cáceres
Raúl Alejandro Cáceres Bogado (Asunción, 18 settembre 1991) è un calciatore paraguaiano, difensore del Vitória.

## Carriera

### Club
Cresciuto nella "cantera" dell'Olimpia, debutta in prima squadra nel 2009 più precisamente il 18 novembre nel match contro il Club 3 de Febrero, partita vinta dal Olimpia con il risultato finale di 4 a 1, partita in cui sono andati a segno Oswaldo Vizcarrondo(12'), Nelson Cuevas(16') e Luis Caballero (38' e 68') per l'Olimpia, invece Ever Gonzales (23') per il 3 de Febrero.

### Nazionale
Formò parte della sua Nazionale Under-20 nel Campionato sudamericano Under-20 del 2011 giocando da titolare le 4 partite giocate dalla sua nazionale, che venne eliminata nella fase a gironi.

## Statistiche

### Presenze e reti nei club
Statistiche aggiornate al 13 luglio 2012
| Stagione        | Squadra         | Campionato      | Campionato | Campionato | Coppe nazionali | Coppe nazionali | Coppe nazionali | Coppe continentali | Coppe continentali | Coppe continentali | Altre coppe | Altre coppe | Altre coppe | Totale | Totale |
| Stagione        | Squadra         | Comp            | Pres       | Reti       | Comp            | Pres            | Reti            | Comp               | Pres               | Reti               | Comp        | Pres        | Reti        | Pres   | Reti   |
| --------------- | --------------- | --------------- | ---------- | ---------- | --------------- | --------------- | --------------- | ------------------ | ------------------ | ------------------ | ----------- | ----------- | ----------- | ------ | ------ |
| 2009            | Olimpia         | PD              | 1          | 0          | CS              | 0               | 0               | CL                 | 0                  | 0                  | -           | 0           | 0           | 1      | 0      |
| 2010            | Olimpia         | PD              | 5          | 0          | CS              | 0               | 0               | CL                 | 0                  | 0                  | -           | 0           | 0           | 5      | 0      |
| 2011            | Olimpia         | PD              | 12         | 0          | CS              | 3               | 0               | CL                 | 0                  | 0                  | -           | 0           | 0           | 15     | 0      |
| 2012            | Olimpia         | PD              | 0          | 0          | CS              | 0               | 0               | CL                 | 0                  | 0                  | -           | 0           | 0           | 0      | 0      |
| Totale carriera | Totale carriera | Totale carriera | 18         | 0          |                 | 3               | 0               |                    | 0                  | 0                  |             | 0           | 0           | 21     | 0      |

## Palmarès

### Club

#### Competizioni statali
- Campionato Baiano: 1

Vitoria: 2024

#### Competizioni nazionali
- Primera División de Paraguay: 1

Olimpia: Clausura 2011